# Камп, Питер ван де
Питер ван де Камп (англ. Peter van de Kamp, 1901 −1995) — голландско-американский астроном.

## Биография
Родился в Кампене, в 1922 году окончил Утрехтский университет. В 1922—1923 годах работал в Астрономической лаборатории имени Я. К. Каптейна Гронингенского университета. С 1923 года жил и работал в США. До 1937 года работал в обсерватории Мак-Кормик университета штата Виргиния, с 1937 года — в обсерватории Спроула Суортмор-колледжа (штат Пенсильвания), до 1972 года — её директор.
Основные труды в области фотографической астрометрии и посвящены определению параллаксов ближайших звезд и масс двойных звезд, поискам невидимых спутников у ближайших звезд. В обсерватории Спрул обстоятельно исследовал движение близкой к нам звезды Барнарда, обнаружил у неё периодические возмущения собственного движения, которые можно объяснить существованием одного или двух невидимых спутников с массами порядка массы планеты Юпитер.
Член-корреспондент Нидерландской королевской АН (1956).
Медаль Общества Д. Риттенхауса (1965), Премия Жюля Жансена (1982).
В его честь назван астероид (1965) ван де Камп.